# ماهیچه ذوزنقه‌ای
ماهیچه ذوزنقه‌ای (به انگلیسی: Trapezius muscle) یک ماهیچهٔ بزرگ، جفت و سطحی به‌شکل ذوزنقه است که به‌طور طولی از استخوان پس‌سری تا مهره‌های سینه‌ای پایینی ستون مهره‌ها و به‌صورت افقی تا خار کتف کشیده شده است. این ماهیچه، کتف را جابه‌جا کرده و از بازو پشتیبانی می‌کند.
ماهیچه ذوزنقه‌ای ماهیچه‌ای تخت و سطحی است که در ناحیه بالای پشت قرار دارد و به راحتی بین استخوان کتف و ستون فقرات قابل لمس است؛ و دارای چهار قسمت است. در بعضی منابع آن را به سه قسمت بالایی، میانی و تحتانی تقسیم کرده‌اند.
ماهیچه ذوزنقه‌ای از خط پس‌گردنی فوقانی، رباط پس‌گردنی، برجستگی پس‌سری بیرونی و زوائد خاری مهره‌های سی۷ تا تی۱۲ منشأ می‌گیرد.
انتهای این ماهیچه در سطح خلفی یک سوم خارجی ترقوه (کلاویکول)، زائده سرشانه‌ای (آکرومیون) و خار کتف است.
ماهیچهٔ ذوزنقه‌ای سه بخش عملکردی دارد:
- بخش بالایی (نزولی) که وزن بازو را نگه می‌دارد.
- بخش میانی (عرضی) که کتف (اسکاپولا) را به عقب می‌کشد.
- بخش پایینی (صعودی) که کتف را به‌سمت داخل می‌چرخاند و پایین می‌آورد.

## نام و پیشینه
ماهیچهٔ ذوزنقه‌ای به‌سبب شباهت به ذوزنقه یا چهارضلعی لوزی‌شکل، این‌گونه نامیده شده است. واژهٔ «خاری‌ذوزنقه‌ای» (spinotrapezius) در گذشته به این ماهیچه در انسان اشاره داشت، هرچند امروزه کم‌کاربرد است. در دیگر پستانداران، این نام به بخشی از ماهیچهٔ مشابه گفته می‌شود.

## ساختار
الیاف میانی (عرضی) از مهره گردنی هفتم و زوائد خاری تی۱، تی۲ و تی۳ آغاز شده و به لبهٔ میانی زائده سرشانه‌ای و لبهٔ بالایی بخش پشتی خار کتف متصل می‌شوند.
الیاف پایینی (صعودی) از زوائد خاری تی۴ تا تی۱۲ آغاز شده و به‌سمت بالا و خارج رفته، نزدیک کتف همگرا می‌شوند و در زردپی پهن پایان می‌یابند که بر سطح سه‌گوش صاف انتهای داخلی خار کتف لغزیده و به تکمهٔ رأس این سطح متصل می‌شود.
در بخش پس‌سری، ماهیچه توسط لایه‌ای نازک از بافت لیفی به استخوان متصل است. غشای روماهیچه‌ای (اپی‌میسیای) سطحی و عمقی با نیام عمقی گردن پیوسته‌اند و ماهیچه‌های جناغی‌پستانکی را نیز دربرمی‌گیرند.
در بخش میانی، ماهیچه به زوائد خاری با زردپی پهن نیمه‌بیضوی وسیعی متصل است که از سی۶ تا تی۳ امتداد یافته و با زردپی ماهیچهٔ مقابل، بیضی تاندونی تشکیل می‌دهد. سایر بخش‌ها با رشته‌های کوتاه تاندونی به استخوان وصل می‌شوند.

## عصب‌دهی
عملکرد حرکتی توسط عصب فرعی تأمین می‌شود. حس، شامل درد و حس موقعیت مفصل (حس عمقی)، از طریق شاخه شکمی عصب نخاعی سوم (سی۳) و چهارم (سی۴) منتقل می‌شود. این ماهیچه به‌دلیل وابستگی عملکردی به اندام بالایی، با وجود قرارگیری سطحی در پشت، توسط شاخه‌های پشتی عصب‌گیری نمی‌شود.

## کارکرد
انقباض ماهیچهٔ ذوزنقه‌ای می‌تواند دو اثر داشته باشد: جابه‌جایی کتف‌ها در زمانی که نقاط آغازین ستون فقرات ثابت باشند، و جابه‌جایی ستون فقرات هنگامی که کتف‌ها ثابت باشند. کارکرد اصلی آن پایدارسازی و حرکت کتف است.

### حرکت‌های کتف

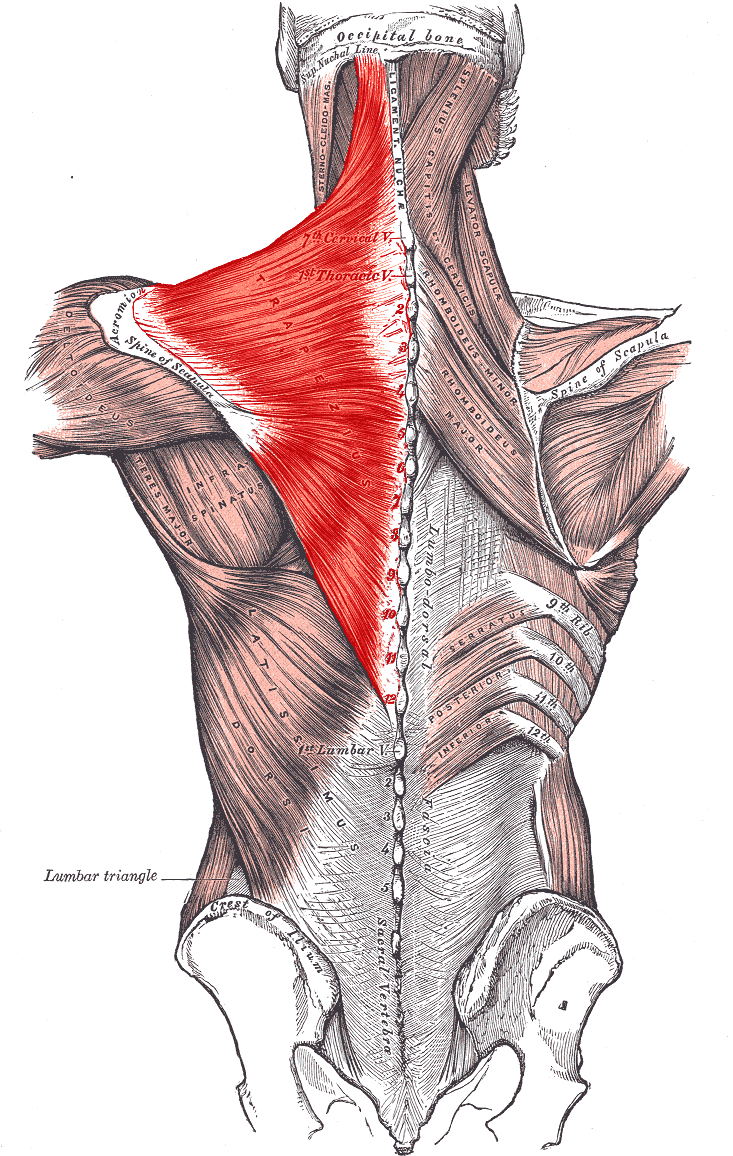
ماهیچهٔ ذوزنقه‌ای

الیاف بالایی، کتف‌ها را بالا می‌برند، الیاف میانی، کتف‌ها را به عقب می‌کشند و الیاف پایینی، کتف‌ها را پایین می‌آورند.
افزون بر جابه‌جایی کتف، ماهیچهٔ ذوزنقه‌ای باعث چرخش آن نیز می‌شود. الیاف بالایی و پایینی گرایش دارند که کتف را پیرامون مفصل جناغی‌ترقوه‌ای بچرخانند به‌گونه‌ای که زائده سرشانه‌ای و زاویه‌های پایینی به سمت بالا و لبهٔ میانی به سمت پایین حرکت کنند (چرخش به سمت بالا). الیاف بالایی و پایینی همراه با ماهیچه دندانه‌ای پیشین برای چرخش به سمت بالای کتف‌ها کار می‌کنند و در برابر ماهیچه بالابرنده کتف و ماهیچه‌های لوزی که باعث چرخش به سمت پایین می‌شوند، عمل می‌کنند.
نمونه‌ای از کارکرد ماهیچهٔ ذوزنقه‌ای در پرس بالای سر دیده می‌شود. هنگامی که الیاف بالایی و پایینی با هم فعال شوند، همراه با الیاف میانی (و ماهیچه‌های دیگر مانند ماهیچه‌های لوزی) به جمع‌کردن/نزدیک‌کردن کتف‌ها کمک می‌کنند.
ماهیچهٔ ذوزنقه‌ای همچنین در دورکردن بازو از بدن بالاتر از ۹۰ درجه با چرخاندن رو به بالای حفرهٔ گلنوئید نقش دارد. آسیب به عصب جمجمه‌ای یازدهم باعث ضعف در دورکردن بازو بالاتر از ۹۰ درجه می‌شود.

### حرکت‌های ستون فقرات
هنگامی که کتف‌ها ثابت باشند، انقباض هم‌زمان دو سوی ماهیچه می‌تواند گردن را باز کند (اکستانسیون دهد).

## اهمیت بالینی
اختلال در عملکرد ماهیچهٔ ذوزنقه‌ای می‌تواند باعث نشانگان کتف بالدار شود که گاهی به‌طور مشخص‌تر «بال‌دار شدن جانبی» نامیده می‌شود و نیز می‌تواند موجب جابه‌جایی یا ناهنجاری حرکتی کتف شود. دلایل گوناگونی برای اختلال عملکرد این ماهیچه وجود دارد.

### فلج
فلج ذوزنقه‌ای که به‌علت آسیب عصب فرعی رخ می‌دهد، با دشواری در حرکت‌های بازو، افتادگی شانه و درد شانه و درد گردن همراه است. در موارد مقاوم به درمان، می‌توان آن را با عمل جراحی رویه ادن–لانگه مدیریت کرد.

### دیستروفی ماهیچه‌ای چهره‌ای‌کتفی‌بازویی
ماهیچهٔ ذوزنقه‌ای از ماهیچه‌هایی است که به‌طور شایع در دیستروفی ماهیچه‌ای چهره‌ای‌کتفی‌بازویی (FSHD) گرفتار می‌شود. الیاف میانی و پایینی در مراحل نخست دچار آسیب می‌شوند و الیاف بالایی معمولاً تا مراحل پایانی بیماری درگیر نمی‌شوند.

### کم‌رشدی
هرچند نادر است، کم‌رشدی یا نبود ماهیچهٔ ذوزنقه‌ای می‌تواند با درد گردن و کنترل ضعیف کتف همراه باشد که به فیزیوتراپی پاسخ نمی‌دهد. نبود این ماهیچه در پیوند با سندرم لهستانی نیز گزارش شده است.

## جامعه و فرهنگ

### تمرین‌ها
- بخش بالایی ماهیچهٔ ذوزنقه‌ای با بالا بردن شانه‌ها تقویت می‌شود. تمرین‌های رایج برای این حرکت شامل گونه‌های مختلف دوضرب، به‌ویژه هنگ کلین و شراگ شانه است. ناحیهٔ بالایی‌تر را می‌توان با بازکردن گردن تمرین داد.
- الیاف میانی با به‌هم رساندن کتف‌ها تقویت می‌شوند. این نزدیک‌کردن، از الیاف بالایی و پایینی نیز بهره می‌برد.
- بخش پایینی با پایین آوردن کتف‌ها در حالی که بازوها تقریباً صاف و بی‌حرکت هستند، تقویت می‌شود.

این ماهیچه بیشتر در حرکات پرتابی، همراه با ماهیچه دالی و کلاهک گرداننده به‌کار گرفته می‌شود.